# Abengibre
Abengibre község Spanyolországban, Albacete tartományban. Lakosainak száma 759 fő (2024).

## Földrajza
Abengibre Alcalá del Júcar, Fuentealbilla, Jorquera és La Recueja községekkel határos.

## Népesség
A település lakosságának változását az alábbi diagram mutatja:
| Lakosok száma | 987  | 977  | 960  | 930  | 902  | 775  | 761  | 790  | 748  | 759  |
|               | 2001 | 2004 | 2006 | 2009 | 2011 | 2014 | 2016 | 2019 | 2021 | 2024 |